# Kristdemokraten
Kristdemokraten var en endagarsdagarstidning som kom ut på fredagar med utgivningsperioden 3 mars 1988 till 22 december 2006. Tidningens fullständiga titel Kristdemokraten hade under tiden 1988-1989 tillägget  /Samhällsgemenskap

## Redaktion
Tidningen gavs ut av Samhällsgemenskaps Förlags AB som ägs av Kristdemokraterna. Kristdemokraten hade sitt säte i Stockholm och var medlem av Tidningsutgivarna och Fådagarstidningsgruppen.
| Period                 | Ansvarig utgivare    | Period                 | Redaktör            | Titel            |
| 1987-11-24--1990-01-17 | Svensson, Ingvar     | 1988-03-03--1989-05-25 | Söderholm, Christer | chefredaktör     |
| 1990-01-18--1992-03-31 | Attefall, Jan Stefan | 1989-06-01--1989-11-02 | Svensson, Ingvar    | t f chefredaktör |
| 1992-04-01--1995-06-02 | Tiger, Anders        | 1989-11-09--1991-10-11 | Attefall, Stefan    | chefredaktör     |
| 1995-06-09--1999-03-19 | Attefall, Stefan     | 1991-10-18--1995-01-20 | Tiger, Anders       | t f chefredaktör |
| 1999-03-26--2000-03-17 | Wilhelmson, Maria    | 1995-01-27--1998-12-18 | Attefall, Stefan    | chefredaktör     |
| 2000-03-24--2001-12-21 | Gustafsson, Henrik   | 1999-01-08--1999-09-03 | Wilhelmson, Maria   | t f chefredaktör |
| 2002-01-04--2006-12-22 | Ehrenberg, Henrik G  | 1999-09-10--2001-12-21 | Gustafsson, Henrik  |                  |
|                        |                      | 2002-01-04--2006-12-22 | Ehrenberg, Henrik G |                  |

Sex nummer per år var medlemsnummer, dvs gick även ut till samtliga partimedlemmar. I några nummer har KDU:s medlemstidning Ny Framtid varit bilaga och gått ut till samtliga KDU-medlemmar. Tidningen registrerades på KB som dagstidning till slutet av 2006 därefter som tidskrift.
I augusti 2015 lades tidningen ned som tidskrift till förmån för den nya veckotidskriften från samma förlag, Poletik som dock bara fanns ett år och lades ner 2016.

## Tryckning
Förlaget hette Samhällsgemenskaps förlags aktiebolag och var förlagt till Stockholm. Där låg också tidningens redaktion. Första åren till 16 augusti 1991 trycktes tidningen i två färger, men sedan fick man fyrfärgstryck. Typsnitt var hela tiden antikva. Satsytan var från 1988 tabloid men sedan blev det lite mindre än tabloid. Tidningen hade 12 till 32 sidor med flest sidor 1997 och minst antal sidor 12 året 2006 då tidningen slutade att vara dagstidning enligt Kungliga Biblioteket. Prenumerationspriset var 1996 370 kronor och ökade till 545 kronor 2006.  Upplagan sjönk från 10 400 exemplar 1988 till 8 500 1994 och sista året som dagstidning 2006 var den bara 5000 exemplar. TS-upplagan var 7 600 år 2002 och 5 500 exemplar år 2005. 2010 hade upplagan sjunkit till 3 600 exemplar.
Tryckeri var 1988 till 21 december 2001 Norrtelje tidnings tryckeri aktiebolag i Norrtälje, därefter Tabloidtryck i Norden AB i Norrtälje till 2006. Den 7 april och till 22 december 2006 var V-TAB i Norrtälje tryckeri.

## Historik för föregångaren KDS Val-Extra
Föregångare till tidningen var partiets tidning inför valet: KDS Val-Extra. Efter valet gav man ut KDS-kontakt. På KDS riksting i maj 1965 beslutades att man skulle starta en tidning med kristdemokratisk partifärg kallad Samhällsgemenskap.
I första numret förklarar Birger Ekstedt att "KDS har kommit för att stanna"
Första året producerades tidningen av partisekreteraren Bertil Carlsson, KDU:s förbundsordförande Bernt Olsson, Kjell-Erik Sellin och Roland Tröjer. Ansvarig utgivare var partiledaren Birger Ekstedt. 1966 anställde man Per Östlin som redaktör.
Ursprungligen var tidningen endast en medlemstidning med undertiteln "organ för Kristen demokratisk samling" och kom ut med tio nummer per år.
1979 ombildades tidningen till en prenumererad nyhetstidning med veckoutgivning, samtidigt som undertiteln togs bort. 1980 nådde tidningen en upplaga om 10 000. I mars 1988 fick tidningen sitt slutgiltiga namn, Kristdemokraten.
Chefredaktörer  för KDS Val-extra har varit
| 1966–1967 | Per Östlin, senare Dagens redaktionschef                                                                        |
| 1968–1970 | Bertil Carlsson                                                                                                 |
| 1970–1972 | Bengt Fåglefelt                                                                                                 |
| 1972–1975 | Leif Ottenvang                                                                                                  |
| 1975–1977 | Sam Rosendahl                                                                                                   |
| 1977–1979 | Carin Hulthén (sedermera Stenström), tidigare chefredaktör för Karlshamns Allehanda och senare för Världen idag |
| 1979–1988 | Ingvar Svensson                                                                                                 |